# Malcontenta
Malcontenta è una località della provincia di Venezia, divisa in due dal Naviglio del Brenta. Ha la specificità di essere sia una frazione del comune di Mira (area a sud del Naviglio), sia una località del comune di Venezia (municipalità di Marghera, area a nord).
Questa situazione riflette gli effetti del R.D. 15 luglio 1926 nº 1317 e del G.U. n. 183 del 9 agosto 1926, con cui il governo Mussolini incorporava la località Fusina e parte della Malcontenta al comune di Venezia; al contempo, quest'ultimo acquisiva anche i territori dei comuni soppressi di Mestre, Chirignago, Zelarino e Favaro Veneto.
Sin dal passato la Malcontenta ha rappresentato un importante punto di passaggio lungo il percorso fluviale che mette in comunicazione Venezia a Padova: all'altezza del centro si dirama dal Brenta il canale Bondante, che sfocia nella laguna veneta. In località Dogaletto caratteristiche sono le numerose cavane, tipiche rimesse per imbarcazioni da barena.

## Storia

### Prima guerra mondiale
Dal 14 maggio 1918 arriva la 39ª Squadriglia che resta fino al gennaio 1919, dal 28 maggio la 38ª Squadriglia fino al 1919 e dal 14 luglio la 28ª Squadriglia fino al 28 novembre.

## Monumenti e luoghi di interesse

### Frazione di Mira
- la famosa Villa Foscari, detta appunto la "Malcontenta".
- la grande caserma del corpo dei Lagunari
- la scuola Materna
- la scuola Media
- il cimitero

### Località di Venezia
- la chiesa parrocchiale di Sant'Ilario, erede canonica dell'Abbazia Sant'Ilario;
- la zona industriale;
- la località di Fusina, affacciata sulla laguna, con l'imbarcadero per Venezia
- la scuola elementare
- il centro culturale "al Canevon"

### La chiesa

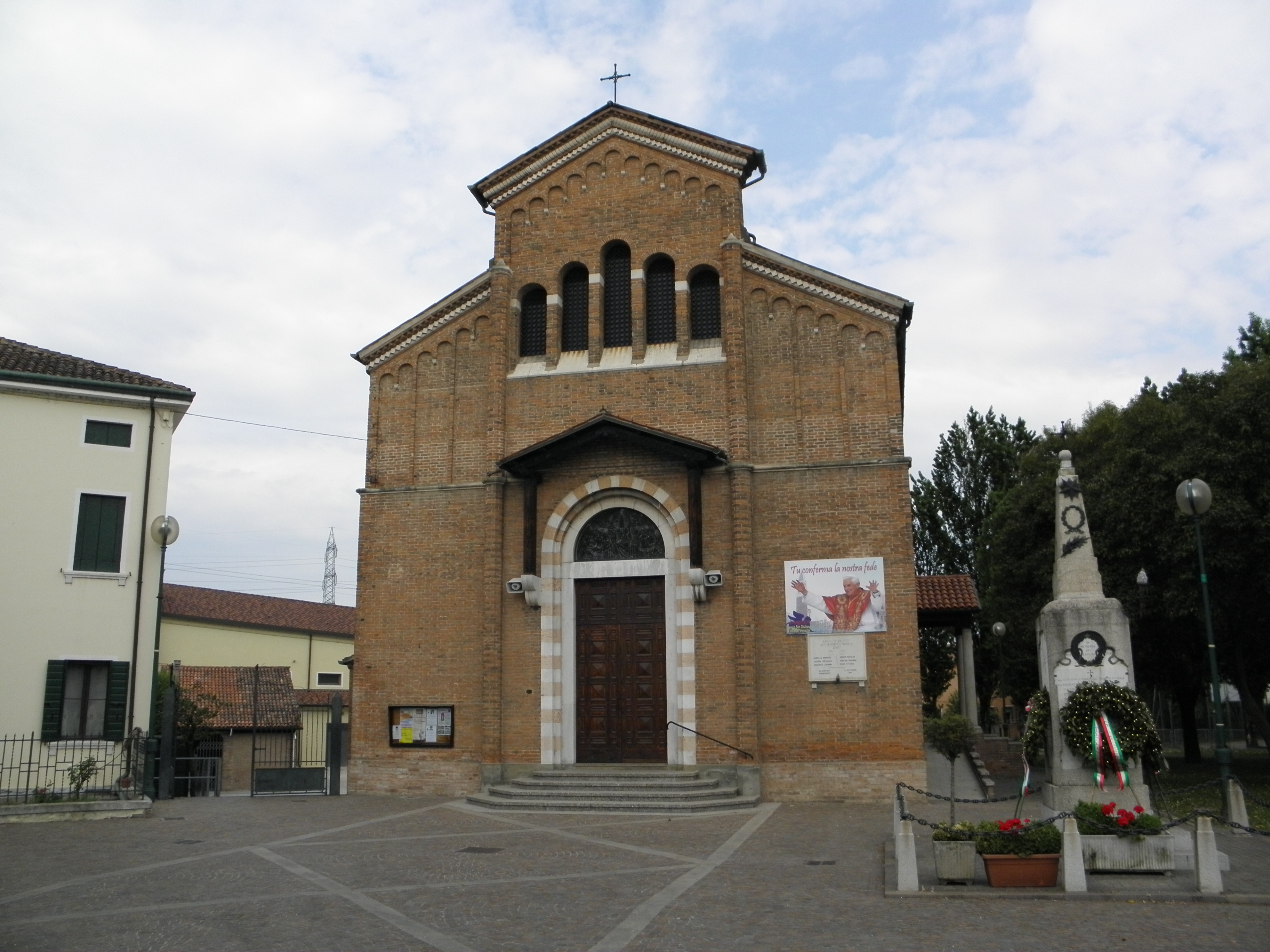
La chiesa parrocchiale

La dedicazione deriva da quella dell'antica abbazia Sant'Ilario (che sorgeva nei pressi di Dogaletto) è fu adottato nel 1919 per l'allora nuova chiesa della Malcontenta. L'edificio fu costruito tra il 1913 e il 1918 in dopo che l'oratorio del Santissimo Redentore, unica chiesa nella zona, si dimostrò impraticabile: l'ultimo atto fu la ricollocazione dell'altare del vecchio oratorio prima della sua demolizione. Agli inizi la chiesa dipendeva dalla parrocchia di Gambarare ma dal 1924 fu creata  parrocchia pur mantenendola nel vicariato di Gambarare del patriarcato di Venezia. Nel 1949 la chiesa della Malcontenta, a ricordo dell'antichissimo insediamento, fu elevata al titolo abbaziale.

## Infrastrutture e trasporti
Il trasporto pubblico a Malcontenta è gestito mediante autocorse svolte da ACTV.
Fra il 1885 e il 1954 il paese rappresentò località di diramazione della tranvia Padova-Malcontenta-Fusina, gestita dalla Società delle Guidovie Centrali Venete (gruppo Società Veneta); giunti a Malcontenta i convogli tranviari potevano proseguire per la stazione ferroviaria di Mestre o per Fusina, dove trovavano coincidenza con i battelli per Venezia gestiti dalla Società Veneta Lagunare, anch'essa controllata dalla Società Veneta.

## Sport
È presente una società sportiva di voga alla veneta nella località Moranzani, chiamata Voga Riviera del Brenta, e una squadra di softair, chiamata Breakpoint Contractors Unit (in breve BCU), che ha in concessione il comprensorio della caserma del corpo dei Lagunari.